# 小行星6266
小行星6266（英語：6266 Letzel）是一颗围绕太阳公转的小行星。1986年10月4日，安東寧·姆爾科斯在克列特发现了此天体。
这颗小行星的绝对星等为124.2622401049441等。